# Boris Piotrowski

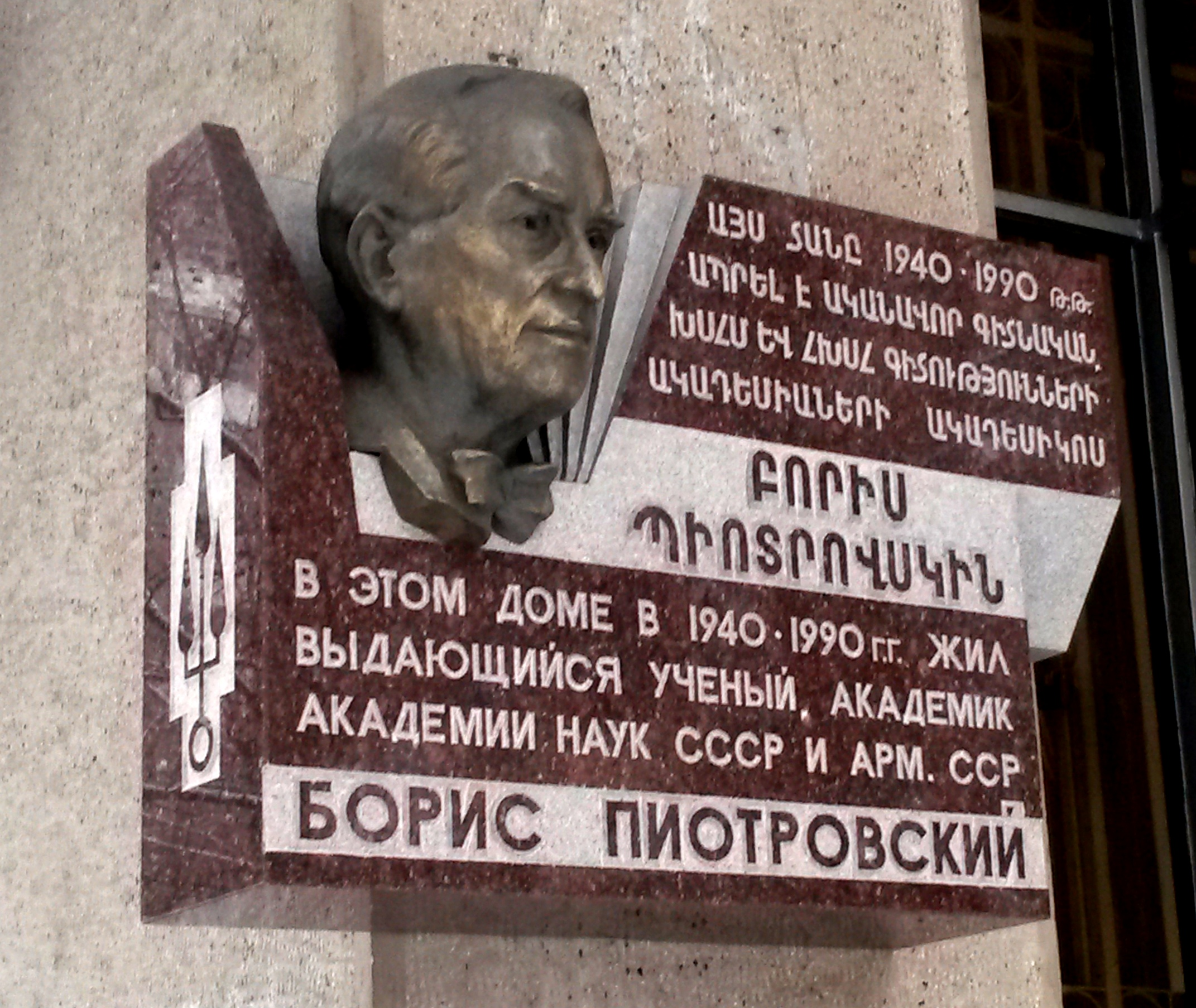
Tablica pamiątkowa na ścianie domu Piotrowskiego

Boris Borisowicz Piotrowski, ros. Борис Борисович Пиотровский (ur. 1 marca?/14 marca 1908 w Sankt Petersburgu, zm. 15 października 1990 w Leningradzie) – rosyjski archeolog, egiptolog, doktor nauk historycznych, profesor, dyrektor Państwowego Muzeum Ermitażu (1964–1990), Bohater Pracy Socjalistycznej (1983).

## Życiorys
Urodził się 14 lutego 1908 roku w Sankt Petersburgu. Od lat szkolnych brał udział w zajęciach, organizowanych przez Ermitaż, które poświęcone były antycznym cywilizacjom. W okresie studiów wyjeżdżał na stanowiska archeologiczne na Kaukazie Północnym. Na ostatnim roku studiów rozpoczął pracę w Instytucie Archeologii Akademii Nauk ZSRR. Przełożonym Piotrowskiego był akademik N. J. Marr.
W 1930 roku ukończył fakultet historyczno-lingwistyczny ze specjalizacją archeologiczną na Leningradzkim Uniwersytecie Państwowym i został skierowany do Armenii w celu znalezienia śladów istniejącego tam w starożytności państwa urartyjskiego. Za punkt dla rozpoczęcia badań archeologicznych Piotrowski obrał Karmir Blur, wzniesienie, położone na przedmieściach Erywania. Pracami na tym miejscu kierował w okresie 1939-1971. Pod Karmir Blur zostały odkryte ruiny miasta Tejszebaini, które są obecnie najlepiej zbadanym obiektem kultury urartyjskiej.
Wyniki swoich badań na Karmir Blur Piotrowski opublikował w kilku sprawozdaniach z lat 1950, 1952 i 1955 oraz w monografiach:
- Historia i kultura Urartu – История и культура Урарту (1944),
- Królestwo wanskie (Urartu) – Ванское царство (Урарту) (1959),
- Sztuka Urartu VIII-VI wiek p.n.e. – Искусство Урарту VIII-VI вв. до н. э. (1962).

Prace Piotrowskiego, mimo iż zostały opublikowane w połowie XX wieku, nadal stanowią podstawę do urartologii.
Większą część życia Piotrowski był związany z Ermitażem, którego był dyrektorem w latach 1964-1990. Dlatego w sali muzeum, poświęconej sztuce Urartu, została umieszczona tablica pamiątkowa z jego imieniem.
Od 1945 roku członek WKP(b)/KPZR.
Zmarł 15 października 1990 roku w wieku 82 lat w Leningradzie. Jego synem jest Michaił, także naukowiec i dyrektor Ermitażu.

## Odznaczenia i nagrody
- Złoty Medal „Sierp i Młot” Bohatera Pracy Socjalistycznej (25 lutego 1983)
- Order Lenina – trzykrotnie (1968, 1975, 1983)
- Order Rewolucji Październikowej (1988)
- Order Czerwonego Sztandaru Pracy – trzykrotnie (1945, 1954, 1957)
- Medal 100-lecia urodzin Lenina (1970)
- Medal „Za obronę Leningradu” (1944)
- Nagroda Stalinowska (1946)
- Zasłużony działacz sztuki RFSRR (1964)
- Zasłużony działacz nauki Armeńskiej SRR (1961)
- Komandor Orderu Sztuki i Literatury (1981, Francja)
- Order Cyryla i Metodego I stopnia (1981, Bułgaria)
- Order Pour le Mérite für Wissenschaft und Künste (1984, RFN)